# Slittino ai XXII Giochi olimpici invernali - Singolo maschile
Nello slittino ai XXII Giochi olimpici invernali la gara del singolo maschile si è disputata nelle giornate dell'8 e 9 febbraio nella località di Krasnaja Poljana sulla pista Sanki.
La medaglia d'oro è stata conquistata dal tedesco Felix Loch, precedendo il russo Al'bert Demčenko, medaglia d'argento, e l'italiano Armin Zöggeler, medaglia di bronzo.

## Antefatti
In base a quanto previsto dal regolamento di qualificazione ai Giochi, potevano partecipare al massimo tre atleti per ogni nazione e, tenendo conto di questo sistema di selezione, sono stati ammessi a gareggiare i primi 37 slittinisti classificati nella Coppa del mondo 2013/14 al 31 dicembre 2013, quando cioè erano state disputate le prime cinque tappe del circuito; inoltre era garantito un posto per un atleta russo, in qualità di nazione ospitante i Giochi. Oltre a ciò la FIL aveva la possibilità di assegnare altri 8 posti da suddividere nelle tre discipline del singolo uomini, singolo donne e del doppio, primariamente al fine di rendere possibile la partecipazione del maggior numero di nazioni alla gara a squadre.
Il comitato sloveno, che in base al regolamento era stato in grado di qualificare due slittinisti, e quello britannico, che era riuscito ad ottenere un posto, avevano però deciso di non portare atleti in questa disciplina, conseguentemente la federazione aveva assegnato i posti vacanti, più uno degli otto di cui sopra, ad India, Corea del Sud, Bulgaria e Taipei cinese, per un totale di 39 partecipanti in rappresentanza di 22 nazioni.
Campione olimpico uscente era il tedesco Felix Loch, che aveva conquistato l'oro nella precedente edizione di Vancouver 2010 sopravanzando nell'ordine il connazionale David Möller e l'italiano Armin Zöggeler; lo stesso Loch era anche il detentore del titolo iridato di Whistler 2013 nonché il vincitore dell'ultima edizione della Coppa del mondo.

## Resoconto
La gara è stata vinta dal tedesco Felix Loch, che si è così confermato campione olimpico, la medaglia d'argento è stata conquistata dal russo Al'bert Demčenko, mentre l'italiano Armin Zöggeler è salito sul terzo gradino del podio. Già dopo le prime due discese la corsa per il podio è sembrata essere ben definita, con Loch saldo in prima posizione e solo Demčenko e Zöggeler che avevano un distacco inferiore al secondo dal tedesco. Lo scenario non è cambiato nemmeno nelle successive due manche, nelle quali i tre atleti hanno costantemente incrementato i distacchi sia tra loro sia soprattutto tra chi li seguiva nella classifica, facendo sempre segnare rispettivamente il primo, il secondo ed il terzo parziale di manche.
Solo loro tre, insieme al russo Semën Pavličenko nella terza discesa, sono riusciti a percorrere le 20 curve che compongono i 1500 metri del tracciato sotto il tempo di 52 secondi; con un parziale di 51 secondi e 613 millesimi Loch ha fatto suo anche il record della pista, toccando una velocità di punta di oltre 140 km/h e sbriciolando il precedente primato di 53"013 fatto segnare dallo svizzero Gregory Carigiet nel corso della gara di Nations Cup che aveva preceduto la prova di Coppa del mondo 2012/13, uniche altre competizioni disputate sulla Sanki prima dei Giochi.
Grazie a questo risultato l'italiano Armin Zöggeler è diventato il primo atleta nella storia dei Giochi olimpici a salire sul podio nella stessa competizione individuale in sei diverse edizioni, essendo andato a medaglia nella specialità del singolo uomini ininterrottamente da Lillehammer 1994, raggiungendo altri 4 atleti che sono riusciti a conquistare il podio in sei Olimpiadi, ma in specialità differenti e ricomprendendo tra queste anche competizioni a squadre.
Il 22 dicembre 2017 la commissione disciplinare del Comitato Olimpico Internazionale ha preso atto delle violazioni alle normative antidoping compiute da Demčenko nell'ambito dello scandalo doping che aveva coinvolto numerosi atleti russi, annullando così i risultati ottenuti dallo slittinista ai Giochi di Soči; successivamente il 1º febbraio 2018 il Tribunale Arbitrale dello Sport ha accolto il ricorso presentato dall'atleta russo revocando così tutte le sanzioni comminategli dal CIO.

## Classifica di gara
| Pos. | Atleti               | Nazione                            | 1ª manche | 2ª manche | 3ª manche | 4ª manche | Totale   | Distacco |
| ---- | -------------------- | ---------------------------------- | --------- | --------- | --------- | --------- | -------- | -------- |
|      | Felix Loch           | Germania                           | 52"185    | 51"964    | 51"613    | 51"764    | 3'27"526 |          |
|      | Al'bert Demčenko     | Russia                             | 52"170    | 52"273    | 51"707    | 51"852    | 3'28"002 | +0"476   |
|      | Armin Zöggeler       | Italia                             | 52"506    | 52"387    | 51"910    | 51"994    | 3'28"797 | +1"271   |
| 4    | Andi Langenhan       | Germania                           | 52"707    | 52"480    | 52"073    | 52"095    | 3'29"355 | +1"829   |
| 5    | Semën Pavličenko     | Russia                             | 52"660    | 52"593    | 51"928    | 52"255    | 3'29"436 | +1"910   |
| 6    | Dominik Fischnaller  | Italia                             | 52"729    | 52"540    | 52"007    | 52"203    | 3'29"479 | +1"953   |
| 7    | Aleksandr Peretjagin | Russia                             | 52"675    | 52"590    | 52"069    | 52"161    | 3'29"495 | +1"969   |
| 8    | Reinhard Egger       | Austria                            | 52"564    | 52"630    | 52"152    | 52"160    | 3'29"506 | +1"980   |
| 9    | Wolfgang Kindl       | Austria                            | 52"586    | 52"714    | 52"145    | 52"218    | 3'29"663 | +2"137   |
| 10   | Mārtiņš Rubenis      | Lettonia                           | 52"775    | 52"560    | 52"229    | 52"133    | 3'29"697 | +2"171   |
| 11   | Samuel Edney         | Canada                             | 52"783    | 52"546    | 52"268    | 52"180    | 3'29"777 | +2"251   |
| 12   | Gregory Carigiet     | Svizzera                           | 52"775    | 52"579    | 52"274    | 52"167    | 3'29"795 | +2"269   |
| 13   | Christopher Mazdzer  | Stati Uniti                        | 52"744    | 52"643    | 52"369    | 52"198    | 3'29"954 | +2"428   |
| 14   | David Möller         | Germania                           | 52"781    | 52"865    | 52"312    | 52"281    | 3'30"239 | +2"713   |
| 15   | Daniel Pfister       | Austria                            | 52"925    | 52"802    | 52"306    | 52"243    | 3'30"276 | +2"750   |
| 16   | Inārs Kivlenieks     | Lettonia                           | 52"872    | 52"927    | 52"347    | 52"379    | 3'30"525 | +2"999   |
| 17   | Thor Haug Nørbech    | Norvegia                           | 53"014    | 52"859    | 52"345    | 52"347    | 3'30"565 | +3"039   |
| 18   | Tønnes Stang Rolfsen | Norvegia                           | 53"043    | 52"938    | 52"463    | 52"466    | 3'30"910 | +3"384   |
| 19   | Emanuel Rieder       | Italia                             | 52"981    | 52"875    | 52"578    | 52"511    | 3'30"945 | +3"419   |
| 20   | Jozef Ninis          | Slovacchia                         | 53"143    | 52"932    | 52"492    | 52"564    | 3'31"131 | +3"605   |
| 21   | Kristaps Mauriņš     | Lettonia                           | 53"144    | 52"923    | 52"518    | 52"630    | 3'31"215 | +3"689   |
| 22   | Tucker West          | Stati Uniti                        | 53"142    | 52"966    | 52"413    | 52"696    | 3'31"217 | +3"691   |
| 23   | Maciej Kurowski      | Polonia                            | 53"234    | 52"988    | 52"637    | 52"538    | 3'31"397 | +3"871   |
| 24   | Aidan Kelly          | Stati Uniti                        | 53"275    | 53"192    | 52"756    | 52"576    | 3'31"799 | +4"273   |
| 25   | Ondřej Hyman         | Rep. Ceca                          | 53"222    | 53"145    | 52"783    | 52"708    | 3'31"858 | +4"332   |
| 26   | Mitchel Malyk        | Canada                             | 53"367    | 53"401    | 52"756    | 52"633    | 3'32"157 | +4"631   |
| 27   | John Fennell         | Canada                             | 53"350    | 53"561    | 52"879    | 52"926    | 3'32"716 | +5"190   |
| 28   | Andrij Kys           | Ucraina                            | 53"533    | 53"358    | 53"046    | 52"859    | 3'32"796 | +5"270   |
| 29   | Valentin Crețu       | Romania                            | 53"562    | 53"279    | 52"902    | 53"142    | 3'32"885 | +5"359   |
| 30   | Hidenari Kanayama    | Giappone                           | 53"626    | 53"663    | 53"220    | 53"074    | 3'33"583 | +6"057   |
| 31   | Andrij Mandzij       | Ucraina                            | 53"653    | 53"660    | 53"227    | 53"062    | 3'33"602 | +6"076   |
| 32   | Bruno Banani         | Tonga                              | 53"656    | 53"637    | 53"162    | 53"221    | 3'33"676 | +6"150   |
| 33   | Alexander Ferlazzo   | Australia                          | 53"528    | 53"686    | 53"323    | 53"507    | 3'34"044 | +6"518   |
| 34   | Jo Alexander Koppang | Norvegia                           | 53"028    | 52"894    | 57"080    | 52"790    | 3'35"792 | +8"266   |
| 35   | Kim Dong-hyeon       | Corea del Sud                      | 54"207    | 54"603    | 53"795    | 53"780    | 3'36"385 | +8"859   |
| 36   | Bogdan Macovei       | Moldavia                           | 54"591    | 54"271    | 53"925    | 53"779    | 3'36"566 | +9"040   |
| 37   | Shiva Keshavan       | Partecipanti Olimpici Indipendenti | 53"905    | 55"203    | 54"706    | 53"335    | 3'37"149 | +9"623   |
| 38   | Stanislav Benjov     | Bulgaria                           | 55"040    | 55"006    | 54"558    | 54"476    | 3'39"080 | +11"554  |
| 39   | Lien Te-an           | Taipei cinese                      | 1'02"961  | 55"315    | 55"287    | 54"528    | 3'48"091 | +20"565  |

Data: Sabato 8 febbraio 2014

Ora locale 1ª manche: 18:30

Ora locale 2ª manche: 20:30

Data: Domenica 9 febbraio 2014

Ora locale 3ª manche: 18:30

Ora locale 4ª manche: 20:30

Pista: Sanki 

Legenda:
- DNS = non partito (did not start)
- DNF = prova non completata (did not finish)
- DSQ = squalificato (disqualified)
- Pos. = posizione